# Antonio Pérez del Hierro
Antonio Pérez del Hierro (¿?, 1540-París, 7 de abril de 1611) fue el secretario de cámara y del Consejo de Estado del rey de España Felipe II. Era hijo de Gonzalo Pérez, secretario, a su vez, de Carlos I. Juzgado culpable en los cargos de traición a la Corona y del asesinato de Juan de Escobedo, usó su ascendencia aragonesa (la familia procedía de Monreal de Ariza) para acogerse a la protección del Justicia Mayor de Aragón, y así ganar tiempo y apoyos para evadir la justicia real y poder huir a Francia.

## Biografía
Su lugar de nacimiento es discutido. Se sabe que en 1542 fue legitimado por el emperador como hijo de Gonzalo Pérez, uno de los más prestigiosos secretarios de Carlos I. Puesto que Gonzalo había sido ordenado sacerdote, sus enemigos le acusaron de haber engendrado a Antonio tras su ordenación, acusación siempre negada por Gonzalo pero que empañaría el origen de Antonio. Por otra parte, Gregorio Marañón considera que hay indicios de que Antonio podría haber sido hijo natural del príncipe de Éboli (Ruy Gómez de Silva), en cuyas tierras se crio y cuya protección recibió en diversas ocasiones, prestándose Gonzalo Pérez a admitir su paternidad como favor al destacado aristócrata. En cualquier caso, fue educado en las más prestigiosas universidades de su tiempo, como las de Alcalá de Henares, Salamanca, Lovaina, Venecia y Padua.

### Secretario de Estado
Su padre, Gonzalo Pérez, le inició en los asuntos de Estado. Antonio fue nombrado, en 1553, secretario del príncipe (y luego rey) Felipe. En 1556 el emperador Carlos abdica y deja a su hijo Castilla (que incluye los territorios americanos), Aragón (que incluye los reinos italianos de Cerdeña, Nápoles y Sicilia), Borgoña (Países Bajos, Luxemburgo y Franco condado) y el ducado de Milán. Proclamado Felipe II rey, Antonio Pérez continúa como su secretario particular mientras su padre, Gonzalo Pérez, sigue como secretario de Estado.
Gonzalo Pérez muere en 1566 y su hijo Antonio es nombrado secretario de Estado un año más tarde, aunque sus competencias fueron recortadas respecto a las de su padre, haciéndose cargo solamente de los asuntos atlánticos (Países Bajos, Francia, Inglaterra y Alemania). A través de su secretaría en el Consejo de Castilla también tenía acceso a la correspondencia interna. Los asuntos del Mediterráneo quedaron al cargo de Diego de Vargas, tras cuya muerte Antonio intentó por todos los medios conseguir asimismo esa secretaría. Esto hizo que Felipe II comenzara a desconfiar de él. Con el apoyo del marqués de los Vélez y el arzobispo Quiroga, Antonio Pérez pidió para sí la oficina vacante de Vargas en 1568, a lo cual se opusieron el conde de Chinchón y todos los que temían al poder de Antonio Pérez. Felipe II concedió finalmente los asuntos mediterráneos e italianos a Gabriel de Zayas.
Durante sus primeros diez años de secretario, Antonio Pérez ejerció una gran influencia sobre Felipe II, el cual normalmente seguía sus consejos reconociendo su inteligencia, conocimiento en los asuntos del Estado e instinto infalible. Esta confianza real le sirvió para conseguir más poder y, como la mayoría de sus contemporáneos, enriquecerse en su cargo. 
Ya desde la época de Carlos I existían dos facciones en la Corte española: La parte «liberal» encabezada por Ruy Gómez de Silva, príncipe de Éboli, y su secretario Francisco de Eraso; y la parte «conservadora» encabezada por Fernando Álvarez de Toledo y Pimentel, III duque de Alba de Tormes, y el inquisidor general Fernando de Valdés. Tras la muerte del príncipe de Éboli, en 1573, Antonio Pérez pasó a encabezar la facción liberal y comenzó su asociación con Ana de Mendoza de la Cerda, princesa de Éboli, siendo provechosa para Antonio por mejorar su relación con la aristocracia, y que benefició económicamente a ambos. Antonio Pérez reveló a la princesa de Éboli secretos de Estado y juntos traficaron con información gubernamental. En su contra estaban el duque de Alba, los Álvarez de Toledo y el conde de Barajas.

### Caída de Antonio Pérez

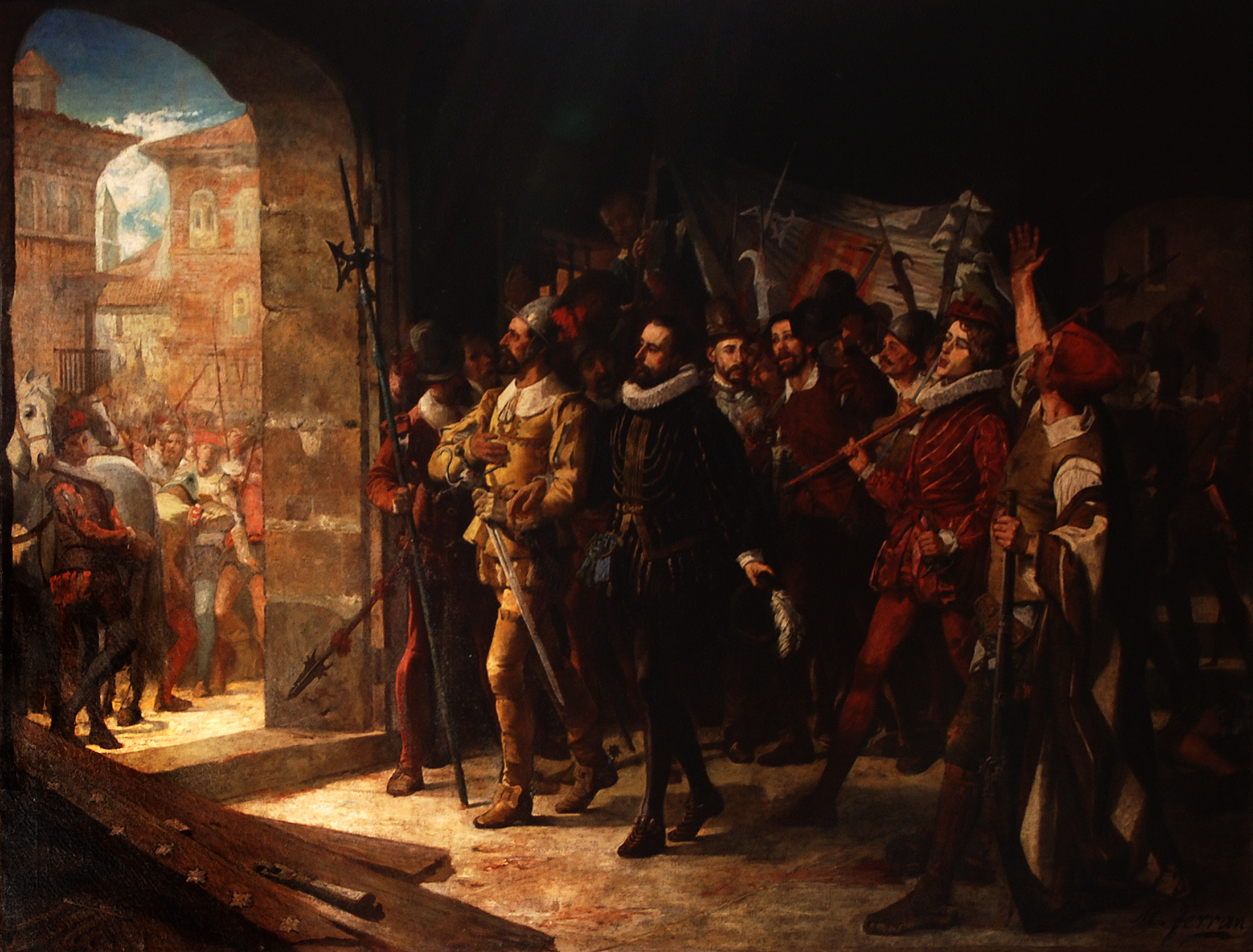
Antonio Pérez liberado de la prisión en 1591, de Manuel Ferrán, 1864. (Museo del Prado, Madrid).

Durante el gobierno de Juan de Austria en los Países Bajos, Antonio Pérez y sus aliados (el marqués de los Vélez y el cardenal Quiroga) aconsejaban al rey una paz negociada con los rebeldes y una invasión de Inglaterra, consejo que el rey ignoró por el momento, pues no se consideraba preparado para dicha invasión. Por razones desconocidas, Antonio Pérez jugó con las ya tensas relaciones entre Felipe II y su hermano Juan de Austria e hizo parecer a los ojos del rey como subversivas las pretensiones de este acerca de Inglaterra. Pero Felipe II ya desconfiaba de su secretario, por lo que en 1578, Juan de Escobedo (secretario de Juan de Austria) llegó a la Corte para explicar la posición de su maestro al rey, lo cual podía dejar al descubierto a Antonio. Por ello, Antonio culpó a Escobedo por las ambiciones de don Juan y aconsejó al rey eliminarlo.
El rey parece que accedió a que Escobedo fuese eliminado. Antonio Pérez primero hizo un intento fallido de envenenamiento y luego contrató a un grupo de asesinos que acabaron con la vida de Escobedo en Madrid el 31 de marzo de 1578.
Pronto se esparció un rumor acerca de su implicación en el asesinato de Juan de Escobedo. Felipe II intentó en un principio proteger a Antonio Pérez, en parte por su propio sentimiento de culpabilidad y en parte por lo que podía revelar, pero cuando su hermano don Juan murió y sus documentos llegaron a Madrid, descubrió la trama y mentiras de Antonio Pérez, dándose cuenta de que don Juan siempre había sido leal. Considerándose traicionado, Felipe II empezó a desconfiar de la asociación de Antonio Pérez y la princesa de Éboli, y sospechaba de un tráfico de secretos de Estado.
En la noche del 28 de julio de 1579, Antonio Pérez fue detenido tras salir de su despacho en Madrid. La princesa de Éboli, asimismo, fue puesta bajo custodia, primero en la Torre de Pinto, luego en el castillo de Santorcaz y, finalmente, fue recluida en su propio palacio de Pastrana, donde pasó el resto de su vida. Años después, el puesto de Antonio Pérez fue ocupado por Granvela.
Antonio Pérez tenía libertad para moverse por Madrid, siendo vigilado continuamente por la Corona, pues el rey necesitaba sus documentos (los cuales podían inculparle a él también en el asesinato de Escobedo). Más tarde, los Escobedo y sus aliados, tras presionar en la Corte, consiguieron que Antonio Pérez fuera detenido por segunda vez en 1585 bajo los cargos de tráfico de secretos y corrupción (sin mencionar el asesinato); fue encontrado culpable y condenado a dos años de prisión y una enorme multa. En 1590 reconoció bajo tortura su implicación en el asesinato de Escobedo.

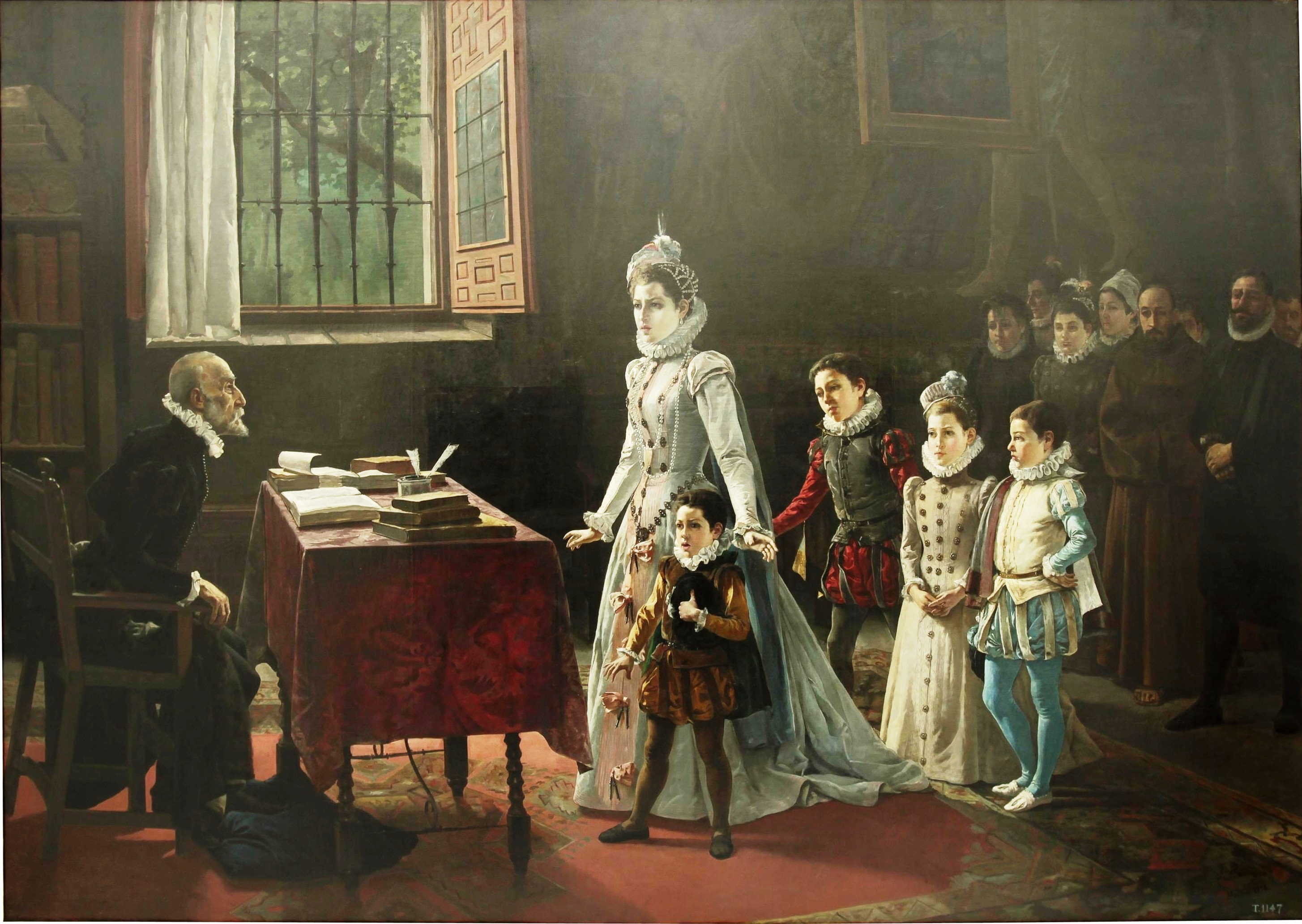
Los hijos de Antonio Pérez ante Rodrigo Vázquez de Arce, de José Bermudo Mateos. 1892. (Museo del Prado, Madrid).

En abril de 1590, ayudado por su esposa Juana Coello, Antonio Pérez escapó de su prisión en Madrid y huyó a Zaragoza, donde se aprovechó de la protección especial que le aseguraban los fueros aragoneses. En el Reino de Aragón encontró el apoyo de los nobles Fernando de Gurrea y Aragón, duque de Villahermosa, Luis Ximénez de Urrea y Enríquez, conde de Aranda, y especialmente de Diego de Heredia (hijo del conde de Fuentes, considerado de la baja nobleza). Mientras tanto y durante su ausencia, en Madrid fue condenado a muerte sin saberlo. 
Felipe II hizo un alegato contra Antonio Pérez ante el Justicia de Aragón por los cargos del asesinato de Escobedo, tráfico de secretos de Estado y huida de prisión. El Justiciazgo aragonés era una antigua institución medieval que existía desde 1115, era considerada (después del Rey) como la segunda institución más importante del Reino de Aragón, está no podía ser influenciada ya que era independiente al poder real, era también el órgano encargado de hacer cumplir y defender los fueros de Aragón frente a los abusos del rey o cualquier potencia agresora, externa o interna (el famoso lema: "En Aragón antes fueron leyes que reyes" haría referencia al legendario fuero de Sobrarbe, el más antiguo según las crónicas aragonesas). En pocas palabras, el Justicia hacía de juez encargado de dirimir los conflictos entre la monarquía reinante y los aforados, así como mediador entre ambos, y protector de los derechos aragoneses. Después de los Reyes Católicos, la norma era que todos los reyes de España debían jurar los fueros aragoneses al llegar al trono, de lo contrario no podrían ser reyes de Aragón, renunciando a su vez a los estratégicos territorios mediterráneos dominados por dicha Corona.
Felipe II, desesperado por la lentitud y hostilidad de la justicia aragonesa (y porque no esperaba una condena favorable al haber infringido los fueros), retiró los cargos contra Pérez y usó un tribunal contra el que los fueros y la Justicia aragonesa no podían oponerse: la Santa Inquisición. Pérez no era un hereje, pero tampoco fue difícil construir un caso contra él. En mayo de 1591, Antonio Pérez fue trasladado de la prisión del Justicia a la de la Inquisición (que entonces se encontraba en el palacio de la Aljaferia), por lo que durante el traslado sus defensores organizaron una revuelta en Zaragoza, conocida como la revuelta de Antonio Pérez o las Alteraciones de Aragón. Se le devolvió a la prisión de la Justicia aragonesa y desde allí llevó una campaña de desprestigio contra la Corona. En septiembre se le trasladó de nuevo a la prisión de la Inquisición en la Aljaferia. Heredia y sus seguidores lo volvieron a sacar y en esta ocasión le dejaron libre.
La situación derivó en una crisis en todo Aragón, además, fue vista por los aragoneses como una agresión absolutista (al grito de: "contrafuero") contra sus antiguos fueros y leyes propias, ya que por aquel entonces el régimen foral y su Justiciazgo eran los órganos independientes que diferenciaban a la Corona de Aragón de la Corona de Castilla.
En octubre de 1591 Felipe II envió un ejército castellano a Zaragoza; al posicionarse el recién elegido Justicia, el joven Juan de Lanuza y Urrea, al frente de las protestas forales en Zaragoza, fue detenido sin previo aviso y decapitado por orden real en la plaza del mercado, la muchedumbre congregada solo pudo observar con impotencia la ejecución de su Justicia, así como el desprecio por los fueros y leyes de Aragón, finalmente clavaron su cabeza frente a una de las puertas a la ciudad, a modo de recordatorio de lo que ocurriría si los aragoneses se volvía a sublevar contra el rey. Esto puso fin a la insurrección, pero sumió a Aragón en una profunda desconfianza frente a la justicia real castellana. Antonio Pérez huyó al Bearn, donde recibió el apoyo de Enrique de Navarra para intentar al año siguiente, en 1592, una invasión francesa a través de los puertos del Somport y Portalet. Tras saquear el hospital de Santa Cristina en Somport, los hugonotes fueron rechazados por los habitantes de Canfranc, que defendían el castillo de Candanchú, frenando su avance y logrando la retirada del contingente francés en el valle del Aragón, por el paso de Portalet (que estaba peor defendiendo) logró penetrar un importante grupo de hugonotes, que comenzó a hostigar y saquear las poblaciones del valle de Tena tan pronto como entró en Aragón, estos llegaron a controlar efímeramente el valle hasta que fueron expulsados, fracasando estrepitosamente el intento de invasión. Años más tarde, Pérez se trasladó a Inglaterra, y queriendo asegurar su nueva posición en el país reveló secretos e información militar que sirvió para el ataque inglés a Cádiz de 1596, además de estimular la leyenda negra contra Felipe II por los estados rivales de la monarquía hispánica. Tras intentar conseguir el perdón de la Corona sin éxito, Antonio Pérez falleció en París en la más absoluta pobreza, en el año 1611.

### Escritos
Antonio Pérez dejó diversos escritos, que tratan de justificar su conducta. Destacan las Relaciones publicadas, bajo el seudónimo de Rafael Peregrino, en París en 1598, y Cartas, cuyo valor literario ya fue señalado en el siglo XVIII, al ser incluido en el Catálogo del Diccionario de Autoridades de la Lengua Castellana de la Real Academia Española. Sus escritos políticos influyeron significativamente sobre Spinoza, particularmente en su Tractatus Politicus, obra en la que el filósofo neerlandés llega a mencionar expresamente a Pérez y a citar literalmente Las obras y relaciones de este último en algunos pasajes (un ejemplar, impreso en Ginebra en 1644, figuraba en la biblioteca particular de Spinoza).

## Cronología

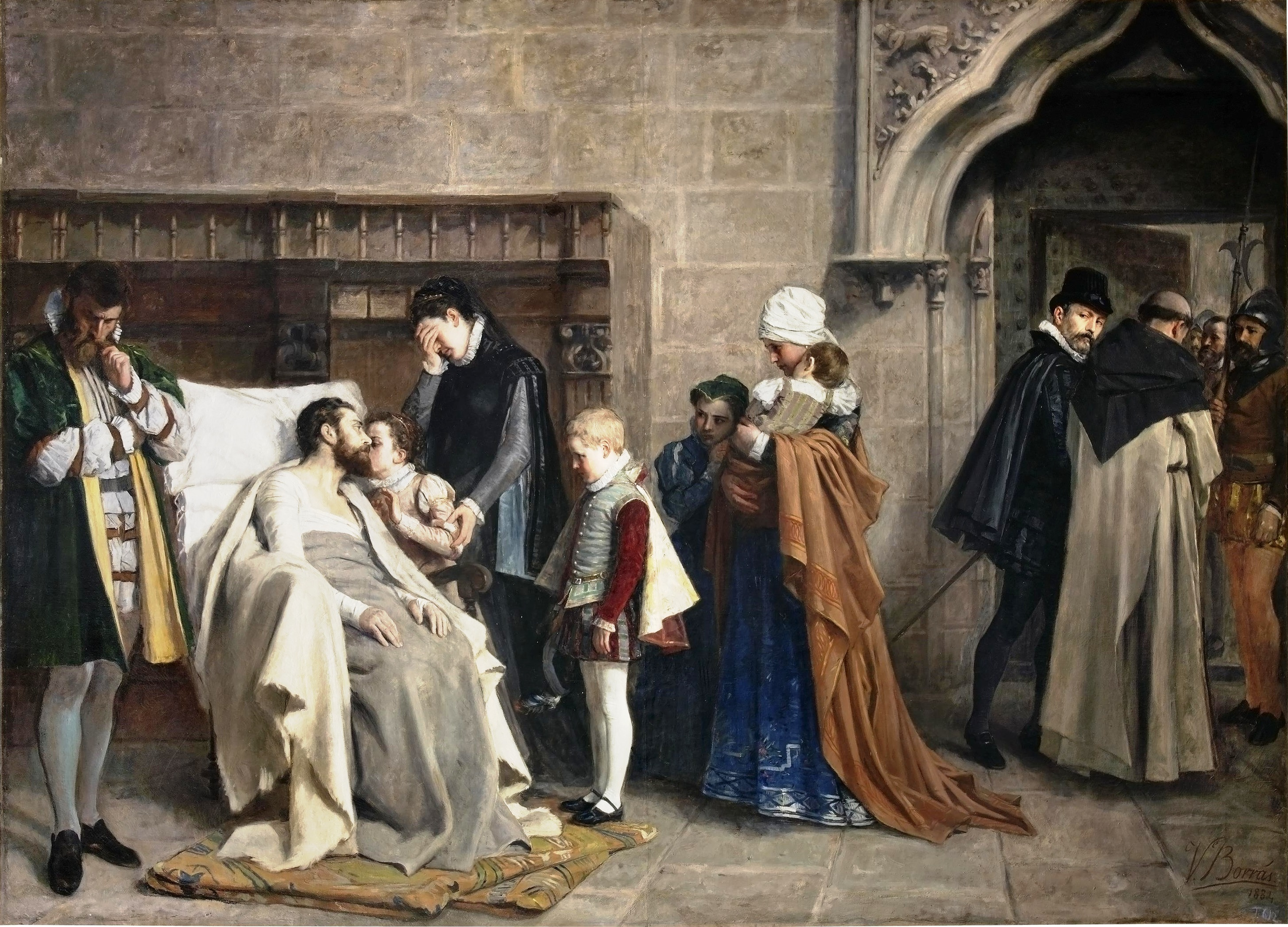
Antonio Pérez recibiendo a su familia después del tormento, de Vicente Borrás y Mompó. 1884. (Museo del Prado, Madrid).

- 1500 — Nace Carlos (futuro emperador Carlos V) en Gante.
- 1504 — Muere Isabel de Castilla.
- 1506 — Nace Gonzalo Pérez en Segovia.
- 1516 — Muere Fernando de Aragón. Nace Ruy Gómez de Silva, Príncipe de Éboli.
- 1527 — Nace Felipe II.
- 1533 — Gonzalo Pérez, ciudadano de Zaragoza.
- 1536 — Gonzalo Pérez hecho caballero por el emperador Carlos.
- 1540 — Nacen Antonio Pérez en Valdeconcha y Ana de Mendoza y de la Cerda (luego Princesa de Éboli tras su matrimonio con Ruy Gómez de Silva, Príncipe de Éboli) en Cifuentes.
- 1543 — Gonzalo Pérez, secretario del príncipe Felipe.
- 1544 — En noviembre Felipe II se casa con Mª Manuela de Portugal, que muere de parto al nacer el príncipe Carlos un año después.
- 1547 (¿o 1545? La fecha es dudosa) — Nace Don Juan de Austria.
- 1552 — Ana de Mendoza, por orden del emperador Carlos, casa a la temprana edad de 12 años con Ruy Gómez de Silva, Príncipe de Éboli, que contaba con 36 años de edad.
- 1555 — Muere Juana I de Castilla.
- 1556 — Abdica Carlos I (V) y su hijo Felipe hereda los reinos de Castilla (incluye las Indias), Aragón (incluye Nápoles), Países Bajos, etc.
- 1559 — Felipe II reconoce a D. Juan de Austria como hermano suyo.
- 1560 — Felipe II casa con Isabel de Valois.
- 1566 — Muere Gonzalo Pérez.
- 1567 — Antonio Pérez casa con Juana de Coello.
- 1568 — Antonio Pérez es nombrado secretario. Decae la estrella del Duque de Alba al decapitar a los cabecillas de Flandes y fracasar su política. Diciembre: Revuelta de los moriscos en Granada.
- 1569 — abril: Don Juan (22 años) se dirige hacia Granada para reprimir la revuelta. Junio: primera victoria sobre los moriscos. Continúan las campañas hasta finales de 1570 en que Don Juan vuelve a Madrid.
- 1571 — En mayo se constituye la Santa Alianza y Don Juan (24 años) es elegido capitán general. Junio: Don Juan sale de Madrid. 7 de octubre: Batalla de Lepanto.
- 1572–1573: Don Juan sigue al mando de la flota.
- 1573 — marzo: Venecia acepta un acuerdo desventajoso con los turcos y les entrega Chipre, razón de la constitución de la Santa Alianza. Julio: muere Ruy Gómez y su viuda se hace monja el mismo día. Dura 6 meses pero se queda en Pastrana. Octubre: D. Juan conquista Túnez y Goleta y luego inverna en Nápoles.
- 1574 — verano: los turcos reconquistan Túnez y Goleta sin que la flota de D. Juan pueda evitarlo. Don Juan regresa a Madrid a finales.
- 1575 — Antonio Pérez induce a Felipe II a nombrar a su amigo Juan de Escobedo secretario de Don Juan de Austria, con intención de que Escobedo espíe a Don Juan. Don Juan de Austria en principio se opone pero acaba dándole su confianza, lo que provoca que Antonio Pérez deje de confiar en él. Don Juan marcha a Nápoles.
- 1576 — primavera: Ana vuelve de Pastrana a Madrid por la muerte de su madre. Muere Requesens y D. Juan (29 años) es nombrado gobernador de los Países Bajos. En agosto vuelve por unos días a Madrid y se hospeda en la casa de Antonio Pérez, llamada La Casilla y situada en la calle de Santa Isabel. Llega en octubre a los Países Bajos.
- 1577 — Juan de Escobedo viene de Flandes a Madrid. Antonio Pérez desconfía de él y de D. Juan de Austria y piensa en matarle. Convence al rey de que D. Juan de Austria y Escobedo están conjurando contra él y de que es necesario matar a Escobedo sin proceso judicial por «razón de Estado». Felipe II asiente.
- 1578 — Intento fallido de envenenamiento de Escobedo. 31 de marzo: asesinato de Escobedo a la salida de casa de la Princesa de Éboli, detrás de la Iglesia de Santa María, en la que hoy se llama calle de la Almudena. Insausti le da la estocada fatal, Juan Rubio y Miguel Bosque le ayudan y Diego Martínez (mayordomo de Antonio Pérez), Antonio Enríquez (escolta de Antonio Pérez) y Juan de Mesa proveen apoyo. Al poco del asesinato ya corren rumores de que Antonio Pérez está detrás del crimen y la familia de Escobedo se encargó de mantener el asunto vivo. El rey se da cuenta de que ha sido engañado por Antonio Pérez y, gradualmente, le va retirando su confianza. 31 de septiembre: muere Don Juan en Flandes a los 31 años. Es enterrado, pero cinco meses después su cuerpo es cortado en tres para poder pasarlo por Francia y traerlo al Escorial.
- 1579 — 28 de julio: Detención de Antonio Pérez en su casa de la Plaza del Cordón, que es llevado a casa del alcalde, y de la Éboli, que es llevada a la Torre de Pinto por 6 meses.
- 1580 — Felipe rey de Portugal. Febrero: la Éboli trasladada al castillo de Santorcaz (10 km de Alcalá de Henares). Noviembre: Antonio Pérez trasladado a su casa de la Plaza del Cordón, donde sigue preso. Nace Quevedo.
- 1581 — febrero: la Éboli trasladada a Pastrana.
- 1582 — Felipe priva a la Éboli de sus derechos civiles. Nace Alonso de Contreras.
- 1584 — Antonio Pérez en proceso de visita, acusado de corrupción y alterar mensajes. Alquila una casa en la Plaza del Cordón, frente a la iglesia de San Justo.
- 1585 — 31 de enero: ante el temor de que intente huir a Aragón donde estaba el rey, los alcaldes van a detenerle antes de comunicarle la sentencia del proceso de Visita. Antonio Pérez salta por la ventana y se refugia en la iglesia de San Justo. Los alcaldes fuerzan la puerta y le detienen. Tras unas horas en casa del alcalde es enviado con grillos a Turégano. La iglesia puso pleito al Estado por el allanamiento y reclamó la devolución de Antonio Pérez pero de nada sirvió. 2 de marzo: le comunican la sentencia: 2 años de reclusión, 10 de destierro (contados los de reclusión) y suspensión de cargos durante ese tiempo. Desde el pueblecito de Muñoveros, cercano a Turégano, sus secuaces organizan un intento de liberar a Antonio Pérez, que fracasa principalmente por la habilidad del alcaide del castillo de Turégano que engañó a los atacantes. Antonio Pérez es condenado a tres meses de grillos y calabozo, sus bienes embargados y su mujer e hijos llevados a Madrid y encerrados.
- 1586 — marzo: Felipe II vuelve a Madrid y ordena se traiga a Antonio Pérez. Estuvo en prisión atenuada. No se sabe dónde se hospedó. Quizá en la casa de Cisneros.
- 1587 — Fin del verano: Antonio Pérez trasladado a Torrejón de Velasco. Se abre el proceso por el asesinato de Escobedo. Nace el Conde-Duque de Olivares.
- 1588 — marzo: Felipe II ordena que vuelva a Madrid. Se hospeda en Puerta Cerrada. Verano: Armada Invencible.
- 1589 — Antonio Pérez trasladado a Pinto durante dos meses. Agosto: traído a Madrid a la casa de Cisneros.
- 1590 — 4 de febrero: Pérez atormentado en Madrid. El juez Rodrigo Vázquez interroga a Antonio Pérez; le enseña un billete del rey ordenándole declare pero Antonio Pérez contesta vaguedades. Miedo a sentencia de muerte. 18 de marzo: Con la ayuda de su mujer, preñada de 8 meses, se fuga a las 9 p. m. Con Gil de Mesa y Gil González va por la posta hasta Aragón en condiciones precarias por su estado físico. Mayorín les siguió para cansar los caballos de la posta por segunda vez. A las 2:30 a. m. llegaron a Guadalajara. Pasada la raya de Aragón, que en aquella época estaba en Arcos de Jalón, descansaron en el Monasterio de Sta. Mª de Huerta (182 km de Madrid) que estaba cerca de Ariza y Monreal donde tenía amigos y desde donde le llevaron cabalgaduras frescas. En Bubierca se les unió una escolta y siguieron hasta Calatayud. Gil de Mesa fue a Zaragoza a pedir la manifestación que fue concedida inmediatamente. El 1 de mayo se le llevó a Zaragoza en paseo triunfal. El 23 de abril se trasladó el proceso criminal contra Antonio Pérez desde Castilla a Aragón. El 1 de julio, Rodrigo Vázquez de Arce (Presidente de Hacienda y juez de Antonio Pérez) dicta en Castilla sentencia de muerte. En la cárcel de manifestados tenía Antonio Pérez mucha libertad. Recibía visitas y mandaba hacer copias de sus alegaciones. El marqués de la Almenara, representante del rey en Aragón, puso un guardia frente a la cárcel con gran escándalo de los fueristas. Al sospecharse que Antonio Pérez sería absuelto presenta una denuncia privada por dos muertes y se retira la del rey. Los tribunales entorpecían la marcha del nuevo proceso. 5 de septiembre: incoación del proceso de enquesta que acusaba a Antonio Pérez de servir mal al rey de Aragón en asuntos de ese reino. El Justicia, supremo guardador de los fueros, la aceptó a trámite. Antonio Pérez se defendió alegando que no actuó como oficial de Aragón ni trató asuntos de ese reino. (Nota: Hay que entender que Castilla y Aragón eran Reinos completamente distintos e independientes, con leyes y fueros distintos, y que el rey era sencillamente rey de ambos reinos pero que éstos mantenían su separación e independencia. Una vez que Antonio Pérez entra en Aragón, está protegido por los fueros Aragoneses y él, muy hábilmente, supo hacer propaganda de que su persecución era un asalto a los fueros y esto sirvió para que los aragoneses le protegieran).
- 1591 — En mayo todavía no había sentencia por el proceso de las muertes. Intento de fuga y varios proyectos de atentados contra Antonio Pérez. 5 de mayo: se le acusa de herejía lo que era una farsa. Se trataba de obviar la jurisdicción de Aragón y pasarle a la jurisdicción del Santo Oficio. 13 de mayo: se ordena el traslado al Palacio de la Aljafería Zaragoza, cárcel de la Inquisición, lo que se hace el 24 provocando motines. Ataque a la casa de Almenara. El viejo Justicia, Juan de Lanuza, intenta mediar pero Almenara es herido en el traslado a la cárcel y muere días después. Tras el ataque a la Aljafería Antonio Pérez es trasladado apoteósicamente a la cárcel de manifestados donde le vigilaría la Inquisición. Pérez hizo una campaña de opinión pública ligando su suerte a la de los fueros. Otro intento de fuga de Antonio Pérez. Juan de Lanuza muere y le sucede su hijo. 24 de septiembre: un nuevo intento de trasladar a Pérez a la Aljafería provoca motines, batalla en la plaza del mercado y desórdenes. Antonio Pérez liberado apoteósicamente rompe las cadenas de la puerta de Sta. Engracia y huye. Pensaba pasar a Francia pero estaba enfermo y estuvo tres días descansando en una cueva. El 2 de octubre vuelve a Zaragoza y se esconde en casa de Don Martín de Lanuza. Las autoridades huyen de Zaragoza y el 15 de octubre el rey da la orden de invadir Aragón, siempre para defender los fueros. El ejército fuerista se desmorona y el ejército real entra en Zaragoza el 12 de noviembre sin resistencia. 10 de noviembre: Antonio Pérez había huido con la ayuda de Lanuza y la noche del 23 al 24, disfrazado de pastor y nevando, pasó a Francia hasta Pau, donde Catalina, hermana de Enrique IV, era gobernadora del Bearn. Los cabecillas del movimiento fuerista, en lugar de pasarse al bando del rey, persistieron en su actitud. El 20 de diciembre la cabeza del Justicia, Juan de Lanuza, era expuesta al público. Villahermosa y Aranda fueron presos y murieron en circunstancias sospechosas en agosto y noviembre de 1592.
- 1592 — 12 de febrero: Muere la Éboli con 52 años. En enero el rey publicó un perdón parcial pero Antonio Pérez fue condenado en ausencia por la Inquisición y quemado en efigie. En Pau Antonio Pérez intenta organizar una invasión de Bearneses pero fracasa. Convoca el rey las cortes aragonesas en Tarazona. Se reúnen en diciembre modificando los fueros.
- 1593 — A principios de año Antonio Pérez viaja a Inglaterra.
- 1595 — En agosto Antonio Pérez regresa a Francia reclamado por Enrique IV.
- 1596 — En mayo Antonio Pérez hace un muy breve viaje a Inglaterra.
- 1598 — Muere Felipe II y la mujer e hijos de Pérez son puestos en libertad. Pérez da a la imprenta en París la versión definitiva de sus Relaciones, obra cumbre de la leyenda Negra contra Felipe II.
- 1603 — En diciembre Antonio Pérez hace su tercer viaje a Inglaterra.
- 1611 — Muere Antonio Pérez en París y es enterrado en el convento de los celestinos que es destruido durante la revolución francesa y se pierden sus restos. Noviembre: Doña Juana y sus hijos abren proceso de rehabilitación ante la Inquisición.
- 1615 — Sentencia absolutoria. Muere Doña Juana de Coello.

## Obras sobre Antonio Pérez
- Gregorio Marañón publicó (Espasa Calpe, 1947) una biografía de Antonio Pérez y, separadamente el mismo año, Los procesos de Castilla contra Antonio Pérez. Posteriormente, en 1970, ambas fueron publicadas por Espasa Calpe en un solo tomo que hace el VI de las Obras completas de Marañón. Son, probablemente, las obras más completas y documentadas sobre la vida de Antonio Pérez y los procesos judiciales seguidos contra él tras su caída del poder.
- Antonio Gala publicó (Planeta, 2007) la novela El pedestal de las estatuas en la que transcribe un supuesto manuscrito perdido de Antonio Pérez en el que este narra la historia de España de los siglos XV y XVI desde su punto de vista.
- F.I. Peñin publicó (Punto Rojo Libros, 2020) la novela "Rasgado el velo", en la que realiza una ficción histórica sobre la base de considerar a Antonio Pérez hijo natural del emperador Carlos I, quedando finalista del VII premio Hispania de novela histórica.

| Predecesor: Gonzalo Pérez | Secretario de Estado de España para asuntos de Italia 1566-1579 | Sucesor: Juan de Idiáquez y Olazábal |